# Pardosa tyshchenkoi
Pardosa tyshchenkoi là một loài nhện trong họ Lycosidae.
Loài này thuộc chi Pardosa. Pardosa tyshchenkoi được Alexander A. Zyuzin & Yuri M. Marusik miêu tả năm 1989.